# Vallbona d’Anoia
Vallbona d’Anoia település Spanyolországban, Barcelona tartományban. Lakosainak száma 1406 fő (2024).

## Földrajza
Vallbona d’Anoia La Pobla de Claramunt, Piera, Cabrera d’Anoia, Capellades és La Torre de Claramunt községekkel határos.

## Népesség
A település lakosságának változását az alábbi diagram mutatja:
| Lakosok száma | 185  | 737  | 746  | 677  | 1054 | 1190 | 1427 | 1424 | 1373 | 1406 |
|               | 1717 | 1887 | 1936 | 1960 | 1986 | 2004 | 2009 | 2014 | 2019 | 2024 |